# Lac-Saint-Jean-Est
Lac-Saint-Jean-Est ist eine regionale Grafschaftsgemeinde (französisch municipalités régionales de comté, MRC) in der kanadischen Provinz Québec.
Sie liegt in der Verwaltungsregion Saguenay–Lac-Saint-Jean und besteht aus 18 untergeordneten Verwaltungseinheiten (drei Städte, neun Gemeinden, ein Dorf, ein Sprengel und vier gemeindefreie Gebiete). Die MRC wurde am 1. Januar 1982 gegründet. Der Hauptort ist Alma. Die Einwohnerzahl beträgt 52.741 (Stand: 2016) und die Fläche 2.779,97 km², was einer Bevölkerungsdichte von 19,0 Einwohnern je km² entspricht.

## Gliederung
Stadt (ville)
- Alma
- Desbiens
- Métabetchouan–Lac-à-la-Croix

Gemeinde (municipalité)
- Hébertville
- Labrecque
- Lamarche
- Saint-Bruno
- Saint-Gédéon
- Saint-Henri-de-Taillon
- Saint-Ludger-de-Milot
- Saint-Nazaire
- Sainte-Monique

Dorf (municipalité de village)
- Hébertville-Station

Sprengel (municipalité de paroisse)
- L’Ascension-de-Notre-Seigneur

Gemeindefreies Gebiet (territoire non-organisé)
- Belle-Rivière
- Lac-Achouakan
- Lac-Moncouche
- Mont-Apica

## Angrenzende MRC und vergleichbare Gebiete
- Maria-Chapdelaine
- Le Fjord-du-Saguenay
- Saguenay
- Charlevoix
- La Côte-de-Beaupré
- La Tuque
- Le Domaine-du-Roy